# Shun Nakamura
Shun Nakamura (中村 駿 Nakamura Shun?, Chiba, 24 de febrero de 1994) es un futbolista japonés que juega como centrocampista en el Júbilo Iwata de la J2 League.

## Trayectoria

### Clubes
| Club                | País  | Año       |
| ------------------- | ----- | --------- |
| Thespakusatsu Gunma | Japón | 2016      |
| Montedio Yamagata   | Japón | 2017-2020 |
| Shonan Bellmare     | Japón | 2021      |
| Avispa Fukuoka      | Japón | 2021-2023 |
| Júbilo Iwata        | Japón | 2024-     |

## Palmarés

### Títulos nacionales
| Título         | Club           | País  | Año  |
| -------------- | -------------- | ----- | ---- |
| Copa J. League | Avispa Fukuoka | Japón | 2023 |